# Jacques Houssin (réalisateur)
Pour les articles homonymes, voir Jacques Houssin et Houssin.
Jacques Houssin est un réalisateur et scénariste français, né le 19 septembre 1902 à Paris (7e), ville où il est mort le 8 mai 1979.

## Biographie
Jacques Maurice Houssin (de son nom complet) a réalisé, entre autres, En êtes-vous bien sûr ? avec Martine Carol et Vient de paraître, d'après la pièce d'Édouard Bourdet.

## Filmographie

### Assistant réalisateur
- 1929 : Le Requin d'Henri Chomette
- 1930 : Sous les toits de Paris de René Clair
- 1932 : Barranco, Ltd, d'André Berthomieu
- 1933 : Prenez garde à la peinture, d'Henri Chomette

### Réalisateur
- 1933 : Plein aux as
- 1935 : Odette ou Déchéance
- 1937 : Rendez-vous Champs-Élysées
- 1938 : Les Deux Combinards
- 1938 : Les Prisonniers du ciel, inachevé[2]
- 1939 : Le Prince Bouboule
- 1939 : Feux de joie
- 1943 : Le Mistral
- 1943 : Feu Nicolas
- 1944 : Le Merle blanc
- 1947 : Le Secret du Florida
- 1947 : En êtes-vous bien sûr ?
- 1949 : Vient de paraître
- 1952 : Bacchus mène la danse - Film resté inachevé